# Projector cinematogràfic

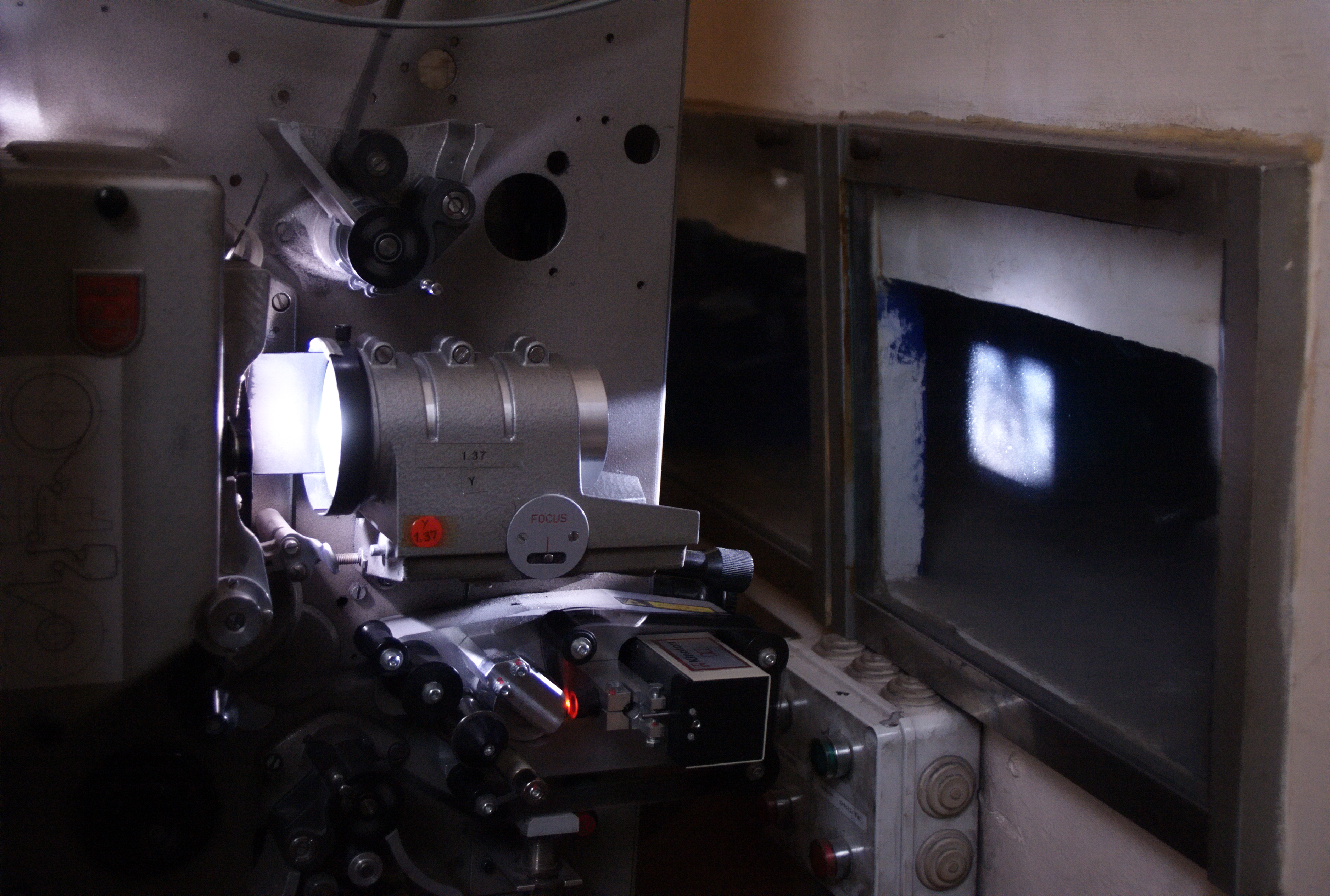
Projector cinematogràfic de 35mm en operació.

Un projector cinematogràfic és un opto-dispositiu mecànic emprat per mostrar pel·lícules projectant-les en una pantalla. La majoria dels elements òptics i mecànics, excepte la il·luminació i dispositius de so, són presents en les càmeres de cinema.

## Història

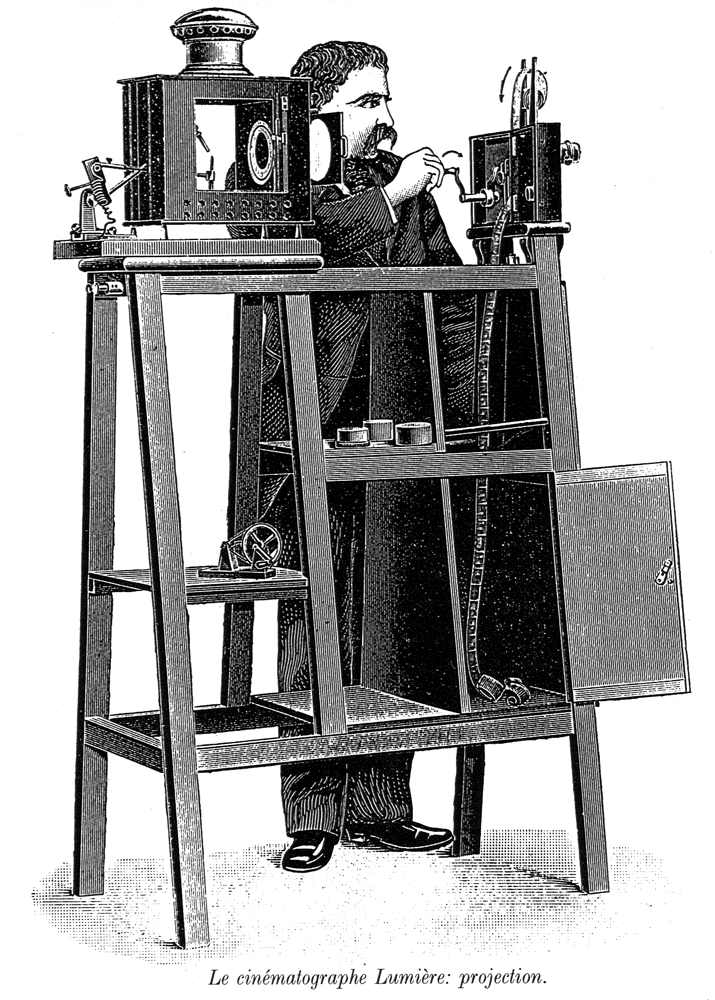
El cinematògraf Lumière en mode de projecció.

Simulacre d'un zoopraxiscopi girant.

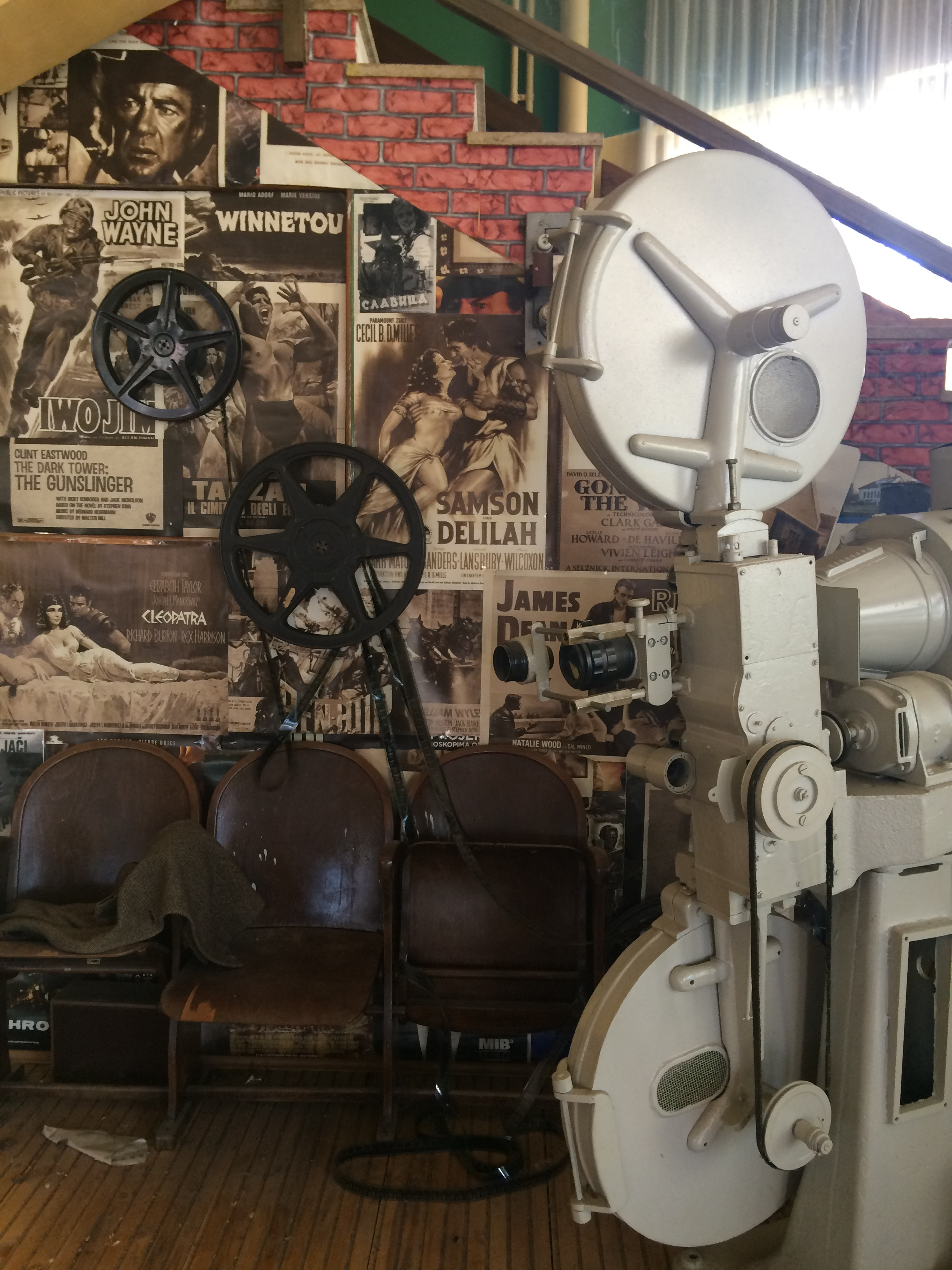
Un projector primerenc i seients d'un cinema.

El primer projector cinematogràfic va ser el Zoopraxiscopi, inventat pel fotògraf britànic Eadweard Muybridge el 1879. El zoopraxiscopi va projectar imatges des de discs de vidre rotatius en successió ràpida per a donar la impressió de moviment. Les imatges en stop-motion estaven inicialment pintades al vidre com a siluetes. Una segona sèrie de discos, feta el 1892–94, va utilitzar esbossos impresos als discs fotogràficament, i després colorejades a mà.
Kazimierz Prószyński (1875 – 1945), nascut a Varsòvia, Polònia, va ser un inventor polonès actiu en el camp del cinema. Va patentar la seva primera càmera cinematogràfica, anomenada Pleògraf (en polonès: Pleograf), abans dels germans Lumière, i després va anar millorant el projector de cinema per a la companyia Gaumont. També va inventar la càmera Aeroscopi, una càmera d'ús en mà àmpliament utilitzada.
Un projector més sofisticat va ser inventat pel francès Louis Le Prince mentre treballava a Leeds. El 1888 Le Prince va treure una patent d'un dispositiu de 16 lents que combinava una càmera amb un projector.
Els germans Lumière van inventar el primer projector cinematogràfic reeixit. Van fer la seva primera pel·lícula, Sortie de l'usine Lumière de Lyon, el 1894, que va ser projectada públicament a L'Eden, La Ciotat un any més tard. La primera projecció pública de pel·lícules va ser a París el 28 de desembre de 1895. El cinematògraf va ser també exposat a l'Exposició de París del 1900. A l'Exposició, es van projectar films fets pels Lumière en una gran pantalla que mesurava 16x21 metres.

### Decadència dels projectors cinematogràfics
El 1999, els projectors de cinema digital es van anar provant en diferents cinemes. En aquests projectors primerencs es projectava la pel·lícula, que estava emmagatzemada en un ordinador, i era enviada al projector electrònicament. A causa de la seva resolució relativament baixa (normalment només 2K) comparada als sistemes de cinema digital més novedosos, en aquell moment, les imatges tenien píxels bastant visibles. El 2006, amb l'adveniment d'una resolució molt més alta (4K) es va reduir els píxels. Els sistemes van anar fent-se més compactes amb el temps. El 2009, els cinemes van començar a reemplaçar projectors cinematogràfics pels projectors digitals. El 2013, es va calcular que el 92% de cinemes als Estats Units s'havien convertit a digital, amb un 8% encara projectant pel·lícula. Al 2015, nombrosos directors populars—incloent Quentin Tarantino i Christopher Nolan—van pressionar als grans estudis per a que es comprometessin a adquirir una quantitat mínima de pel·lícula de 35 mm de Kodak. La decisió va assegurar que la producció de pel·lícula de 35 mm de Kodak continués durant anys.
Tot i que normalment és molt més cara que els projectors cinematogràfics, els projectors digitals d'alta resolució ofereixen molts avantatges comparats amb els projectors tradicionals. Per exemple, els projectors digitals no contenen cap part mòbil excepte els ventiladors; pot ser operat de forma remota; és relativament compacte i no tenen pel·lícula que es pugui tencar, rascar o canviar de debana. També tenen un emmagatzematge i una distribució de contingut molt més fàcil, barat i fiable. Tota la distribució electrònica elimina els mitjans de comunicació físics. Hi ha també la possibilitat de projectar emissions en directe en els cinemes que estan equipats per a això.

## Fisiologia
El 1912, Max Wertheimer va descobrir el moviment beta i el fenomen fi. Aquests consisteixen en que el cervell constitueix una experiència del moviment aparent quan se li presenta una seqüència d'imatges seguides quietes i idèntiques. Aquesta teoria rendeix comptes a la il·lusió de moviment resultant quan una sèrie d'imatges es mostren en successió ràpida, més que la percepció de les imatges individuals de la sèrie.
La persistència de visió s'hauria de comparar amb els fenòmens de moviment beta i moviment fi. Una part important en entendre aquests fenòmens de percepció visual és que l'ull humà no és una càmera; no hi ha cap índex de fotogrames per segon en l'ull o el cervell. En comptes d'això, el sistema de l'ull i el cervell té una combinació de detectors de moviment, de detall i de patró; les sortides dels quals són combinades per a crear l'experiència visual.
La freqüència en que el pampallugueig esdevé invisible s'anomena llindar de fusió de les pampallugues, i depén del nivell d'il·luminació. Generalment, l'índex de 16 fotogrames per segon és considerat com a la freqüència més baixa en que el moviment continu és percebudt pels éssers humans. Aquest llindar varia entre les difierents espècies; una proporció més alta de cèl·lules de vareta en la retina creen un nivell de llindar més alt. Això és un límit canviant, ja que l'ull i el cervell no tenen una taxa de captura fixa, així que els espectadors poden ser més o menys sensible en percebent freqüències de fotogrames.
És possible de veure l'espai negre entre fotogrames i el pas del finestró si es parpallegen ràpidament els ulls a una freqüència concreta. Si es fa prou ràpid, l'espectador serà capaç d'atrapar la imatge a l'atzar. Això no funcionarà ni amb les pantalles de tub de raig de càtode (ara obsoletes) a causa de la persistència dels fòsfors, ni amb els projectors lleugers LCD o DLP perquè canvien la imatge instantàniament sense intervals d'apagada.
Les pel·lícules mudes normalment no es projectaven a velocitats constants, sinó que es variava durant l'espectacle a la disposició del projecccionista, sovint amb algunes anotacions proposades pel distribuïdor. Quan el motor elèctric va suplantar la manivella en les càmeres i els projectors, es va fer possible una freqüència de fotogrames per segon més regular. Les velocitats van variar des d'aproximadament 18 f/s cap amunt (a vegades, fins i tot, a una velocitat més ràpida que les pel·lícules de so modernes (24 f/s).
La velocitat de 16 f/s, tot i que a vegades s'utilitzava com a velocitat de rodatge, no era recomanable per a la projecció a causa del risc de que les impressions a bsae de nitrats s'incendiessin en el projector. Un cas dels efectes potencials de devastació d'unes impressions incendiades apareix a Cinema Paradiso (1988. L'estot de pel·lícula de nitrat va ser reemplaçada per acetat de cel·lulosa el 1948.
El naixement de les pel·lícules sonores va crear una necessitat per un índex de reproducció estable per a impedir que el diàleg i la música canviessin de to i distraguessin al públic. Pràcticament, tots els projectors de les sales de cinema comercial projectaven a una velocitat constant de 24 f/s. Aquesta velocitat va ser escollida per raons tant financeres com tècniques. Una freqüència més alta produeix una millor fotografia, però costa més ja que l'estoc de pel·lícula es consumeix ràpidament. Quan Warner Bros i Western Electric intentaven trobar el compromís ideal de velocitat de projecció per les noves pel·lícules conores, Western Electric va anar al Warner Theater de Los Angeles, i va anotar la velocitat mitjana a la que les pel·lícules es projectaven. Van posar que mentre la velocitat de so a quina una reproducció satisfactòria i l'amplificació de so podria ser conduïda. Van establir aquesta com a la velocitat del so a través de la qual es podia reproduir i amplificar bé el so.
Hi ha alguns formats especialitzats (p. ex. Showscan i Maxivision) que projecten a freqüències més altes—60 f/s per Showscan i 48 f/s per Maxivision. El Hobbit va ser rodada 48 f/s i projectada a la freqüència més alta en cinemes equipats especialment. Cada fotograma de pel·lícules de 24 f/s és mostrat dues vegades o més en un procés anomenat "doble-obturació" per reduir el centelleig.

## Principis del funcionament del projector

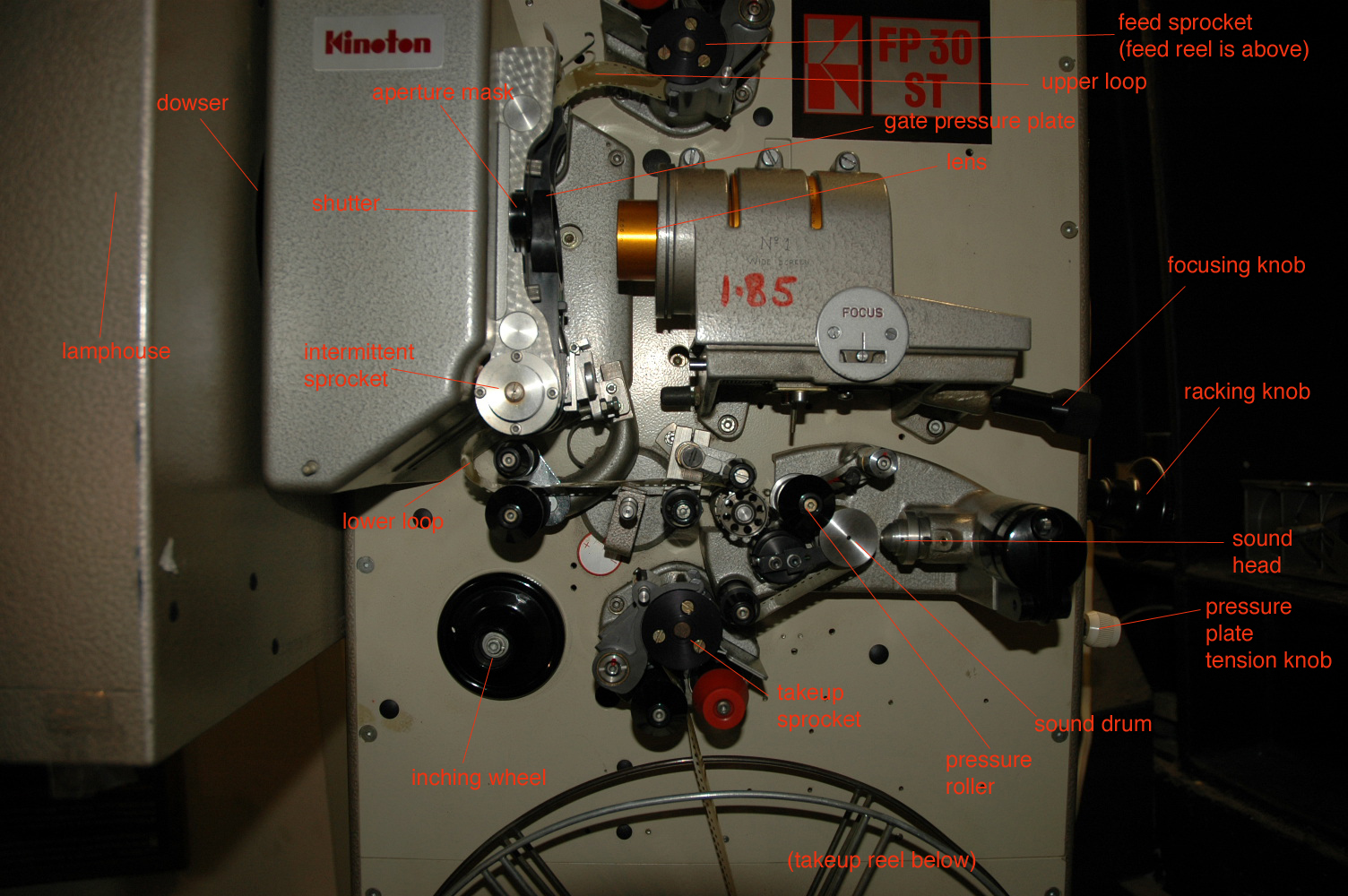
35mm Kinoton FP30; pel·lícula de S; projector, amb parts etiquetades.

### Elements de la projecció
Així com en un projector de diapositives, en el projector cinematogràfic hi ha elements òptics essencials:

#### Font de llum
La font de llum és un element imprescindible i de gran importància per a la qualitat final de la projecció, i sempre ha sigut molt necessari que la llum sigui de gran potència, ja que ha de travessar diverses capes fins a arribar a l'últim element on es projecta.

##### Làmpada d'arc de carboni
Des de principis del segle XX fins als 1960s, les làmpades d'arc de carboni eren la font de llum de gairebé tots els cinemes del món. El concepte de làmpada d'arc de carboni va ser demostrat per primera vegada a principis del segle xix. Una làmpada d'arc produeix llum a partir d'un arc elèctric (o arc voltaic) que es crea quan s'ionitza un gas. La llum que produeix és molt intensa però no pot estar-se encesa per gaire temps, per això es va acabar substituint per les làmpades de xenó.

##### Làmpada de xenó
Les làmpades de xenó produeixen llum a base de passar electricitat per gas de xenó ionitzat a alta pressió. Van ser introduïdes a Alemanya el 1957 i als EE.UU. el 1963. Les làmpades de xenó van esdevenir la font de llum més comuna, ja que podien estar enceses per llargs períodes. Les làmpades d'arc de xenó són àmpliament utilitzades en els projectors de cinema o altres sistemes de projecció d'alta brillantor i, per molt que s'estiguin introduint nous tipus d'il·luminació, encara són la tecnologia d'il·luminació dominant. Va ser la il·luminació que es va utilitzar des del principi en els projectors de cinema digital.
Els avantatges de les làmpades de xenó són que l'encesa és molt ràpida; un espectre de colors ampli i distribuït de forma uniforme que s'ajusta bé a la llum solar natural, i és la tecnologia de llums més brillant disponible. L'inconvenient és que el xenó té una vida útil curta i és car; a més que si s'ha de fer una reparació, s'ha de tenir molta cura ja que el gas de xenó està a una pressió molt alta dins de la làmpada i té un alt risc d'explosió. Comparant les làmpades de xenó amb els altres sistemes d'il·luminació de cinema digital, són les menys eficients elèctricament i necessiten un alt nivell de refrigeració per aire forçat, lo qual consumeix energia addicional.

##### Làmpada d'halogenur metàl·lic
La làmpada d'halogenur metàl·lic és una tecnologia desenvolupada als anys 60. És una làmpada elèctrica que produeix llum a partir d'un arc elèctric a través d'un mix de gasós de mercuri vaporitzat i halogenurs metàl·lics. Se'ls anomenava làmpades de vapor de mercuri i van ser àmpliament utilitzades en la projecció abans que es reemplacessin per les làmpades UHP. Tenen una vida útil de 3.000 hores.

##### Làmpades UHD
Les làmpades UHD són làmpades d'arc de mercuri a alta pressió. No és una làmpada d'halogenur metàl·lic ja que només usa mercuri. Es poden utilitzar en configuracions d'una sola làmpada o en projectors amb fins a 6 làmpades, per a augmentar la brillantor. Poden funcionar fins a 5000 hores, però la seva vida útil normalment és de 2000 hores. La làmpada requereix un cert temps de calentament i tenen una distribució bastant pobra de l'energia en el seu espectre de color. Està àmpliament distribuïda però de forma desigual.

##### Làmpades LED
Les làmpades LED són una font de llum semiconductora. Quan s'hi aplica el voltatge, l'energia surt en forma de fotons; efecte anomenat electroluminiscència. Els seus avantatges són que té una vida considerablement llarga; mida petita; ràpida encesa i apagada; i un consum d'energia baix. El principal desavantatge és que tradicionalment té un nivell molt baix de brillantor.
En utilitzar-se les làmpades LED en els sistemes de projecció DLP, es va fer possible que els fabricants dels projectors eliminsessin les rodes de color, així eliminant una debilitat dels projectors DLP d'un chip.

##### Fòsfor làser
Una de les tecnologies d'il·luminació més comuna i rendible de l'actualitat és el fòsfor làser, i la gran majoria de fabricants de projectors han llençat projectors de fòsfor làser. Aquesta tecnologia es basa en la combinació de làsers blaus de baix cost amb fòsfors de ceràmica per a generar el vermell, verd i blau. Estan dissenyats amb un cúmul de làsers blaurs on el vermell i el verd estan creats a aprtir del fòsfor groc; o viceversa (amb làser vermell i blau, i fòsfor groc o verd). Els primers projectors llençats al mercat amb fòsfor làser tenien aproximadament 6 o 7000 lúmens, però això s'ha augmentat fins a 32000 lúmens, actualment.
Els principals avantatges dels projectors de fòsfor làser són la llarga durada de la seva vida útil, que és de 20.000 hores; la possibilitat d'una instal·lació de 360 graus; menys necessitat de manteniment; flexibilitat d'instal·lació (ja que no disposa de làmpada, els projectors es poden muntar en qualsevol orientació que calgui); entre d'altres.

##### Làser RGB
Les llums de làser RGB eviten l'ús de fòsfors per a crear llum blanca i aconsegueixen una àmplia gama de colors. En aquest tipus de llums, la llum blanca està totalment creada a partir de diodes làser; lo qual ha permés a la majoria de fabricants de projectors arribar a projectors de 60.000 lúmens. Des de la creació de la primera llum visible làser als anys 60, els projectors de làser RGB van ser antaicipats impacientment. Als 70 van aparéixer projector que usaven làser per a crear directament imatges caligràfiques (vectors) que es solien usar en espectacles de llum làser als planetaris. És recentment que s'ha començat a usar aquesta tecnologia en els projectors de cinema, i s'ha aconseguit que els costos es redueixen considerablement. Un dels seus principals avantatges és el nivell tan baix d'abast que tenen, que permet emplaçar grans nombres d'aparells en paral·lel. Això ha permés doblar la brillantor dels projectors de llum de xenó. A més, la il·luminació làser ha portat la reintroducció de la tecnologia 3D al cinema.

#### Reflector i lent de condensador
Un reflector torçut redirigeix la llum, que seria malgastada, cap a la lent de condensador.
Una lent de curvatura positiva concentra la llum reflectida i directa cap a la porta de la pel·lícula.

#### Doser (dossificador)
El doser és una fulla de metall o amiant que apaga la llum abans que arribi a la pel·lícula. El doser generalment forma part de la làmpada i es pot operar manualment o automàticament. Alguns projectors tenen un segon doser controlat elèctricament que s'utilitza per als canvis (de vegades anomenat "doser commutador" o "obturador de canvi"). Alguns projectors tenen un tercer doser controlat mecànicament que es tanca automàticament quan el projector s'alenteix (anomenat "obturador de foc" o "doser de foc") per a protegir la pel·lícula si el projector s'atura quan el primer doser encara està obert. Els dosers protegeixen la pel·lícula quan la làmpada està encesa però la pel·lícula no es mou, evitant que la pel·lícula es fongui a causa d'una exposició prolongada a la calor directa de la làmpada. També impedeix que la lent es cicatrizi o s'esquerdi per la calor excessiva.

#### Avançament dels fotogrames i porta del film
Si es passa contínuament un rotllo de pel·lícula entre la font de llum i la lent del projector, a la pantalla només es veuria una sèrie continuada d'imatges borroses que llisquen d'un extrem a l'altre. Per tal de veure una imatge clara aparentment en moviment, cal parar la pel·lícula en moviment i mantenir-la breument mentre l'obturador s'obre i es tanca. La porta és on es manté la pel·lícula parada abans de l'obertura de l'obturador. Aquest és el cas tant per filmar com per projectar pel·lícules. Una única imatge de la sèrie d'imatges que inclou la pel·lícula es posiciona i es manté fixa dins de la porta. La porta també proporciona una lleugera fricció perquè la pel·lícula no avanci o retrocedeixi excepte quan es condueix per avançar la pel·lícula a la següent imatge. El mecanisme intermitent avança la pel·lícula dins de la porta al següent quadre mentre l'obturador està tancat. Els pins de registre impedeixen que la pel·lícula avanci mentre l'obturador està obert. En la majoria dels casos, el registre del fotograma es pot ajustar manualment pel projector, i projectors més sofisticats poden mantenir el registre automàticament.

#### Obturador
És l'obturador el que dona la il·lusió que un fotograma complet es substitueix exactament a sobre d'un altre fotograma complet. La porta aguanta la pel·lícula quieta mentre l'obturador està obert. Un pètal giratori o un obturador cilíndric interromp la llum emesa durant el temps que la pel·lícula avança al següent fotograma. L'espectador no veu la transició, la qual cosa porta el cervell a creure que és una imatge en moviment el que es troba a la pantalla. Els obturadors moderns estan dissenyats amb una velocitat de parpelleig de dues vegades (48 Hz) o, fins i tot, de vegades tres vegades (72 Hz) la velocitat del fotograma de la pel·lícula, de manera que es redueix la percepció del centelleig de la pantalla. Els obturadors de major velocitat són menys eficients en la llum, ja que requereixen fonts de llum més potents per a la mateixa llum a la pantalla.

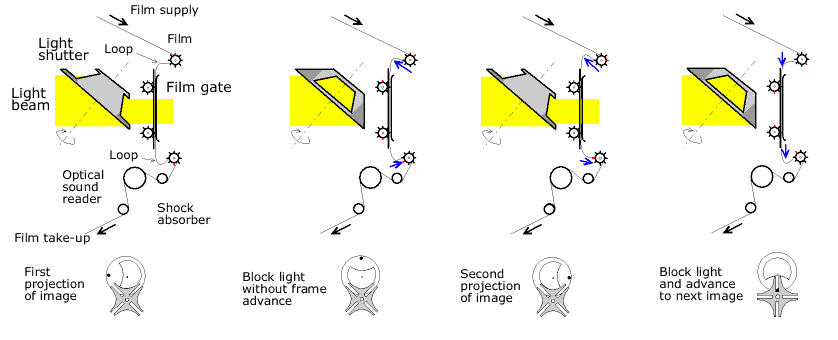
Seqüència mecànica quan la imatge es mostra dues vegades i després avança. Les rodes dentades exteriors giren contínuament mentre que les rodes dentades d'avanç del fotograma estan controlades pel mecanisme mostrat: un accionament de Ginebra

#### Finestra de pel·lícula

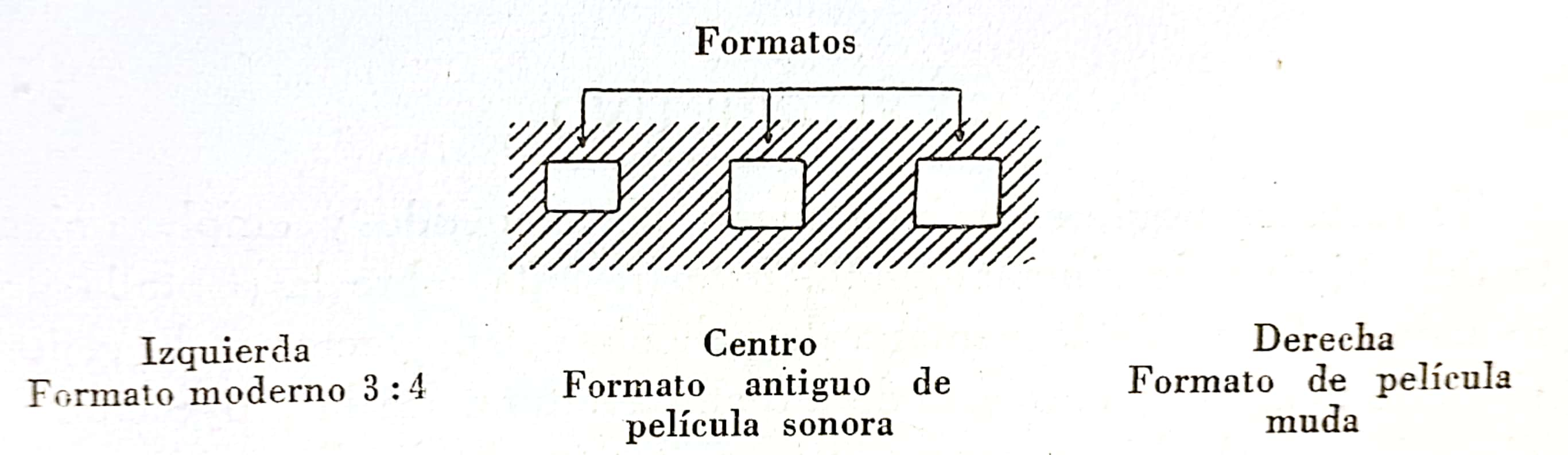
Mostra de tres formats diferents utilitzats al llarg de la història. Entre ells es troba la utilitzada amb el cinema mut, el format antic del cinema sonor i la actual.

La finestra o apertura de pel·lícula  es aquella que estableix la forma total de la imatge lluminosa que es projectada a la pantalla. Aquesta es il·luminada amb el cono de llum durant el període en el que la cinta es troba en repòs i es enfosquida periòdicament degut al mecanisme del obturador
Les dimensions de la finestra de pel·lícula estan, actualment, normalitzades i són d’un mida màxima de 15,2 x 20,9 mm per el format habitualment utilitzat, el de les pel·lícules sonores, obtenint una forma rectangular.
Al llarg de la història s’han fet servir diferents formats. A l’inici del cinema s’utilitzava un format més gran que el actual i, únicament, era utilitzat pel cine mut. A mesura que les tècniques cinematogràfiques van avançar i va aparèixer el cinema sonor, la apertura es va modificar a un format més quadrat, disminuint el ample en 3 mm, anteriorment era de 23,8 mm. Malgrat que el format quadrat es el que més s’apropa a l'actualitat degut a les tècniques cinematogràfiques, es considerava que la finestra rectangular era més agradable a la vista pel que es va decidir una nova modificació, suprimint part de la alçada. La figura es va empetitir, però va ser augmentada de nou gràcies a l'ús d’un objectiu de distància focal més curta, establint així el format actual per la pel·lícula sonora.
Pel camí, es van construir plaques de finestra de format rectangular y quadrada per aprofitar la finestra corresponent a la figura de la pel·lícula: però els marcs ampliats de nou format eren visibles en el format quadrat, perjudicant la projecció.
A fi de solucionar el problema de la manera més adequada, es va emplear el nou format de finestra juntament amb un nou objectiu, amb el qual la dimensió de la figura a través de la finestra es tornava a portar a la antiga dimensió de la pantalla.

#### Lent d'imatges i obertura del plat

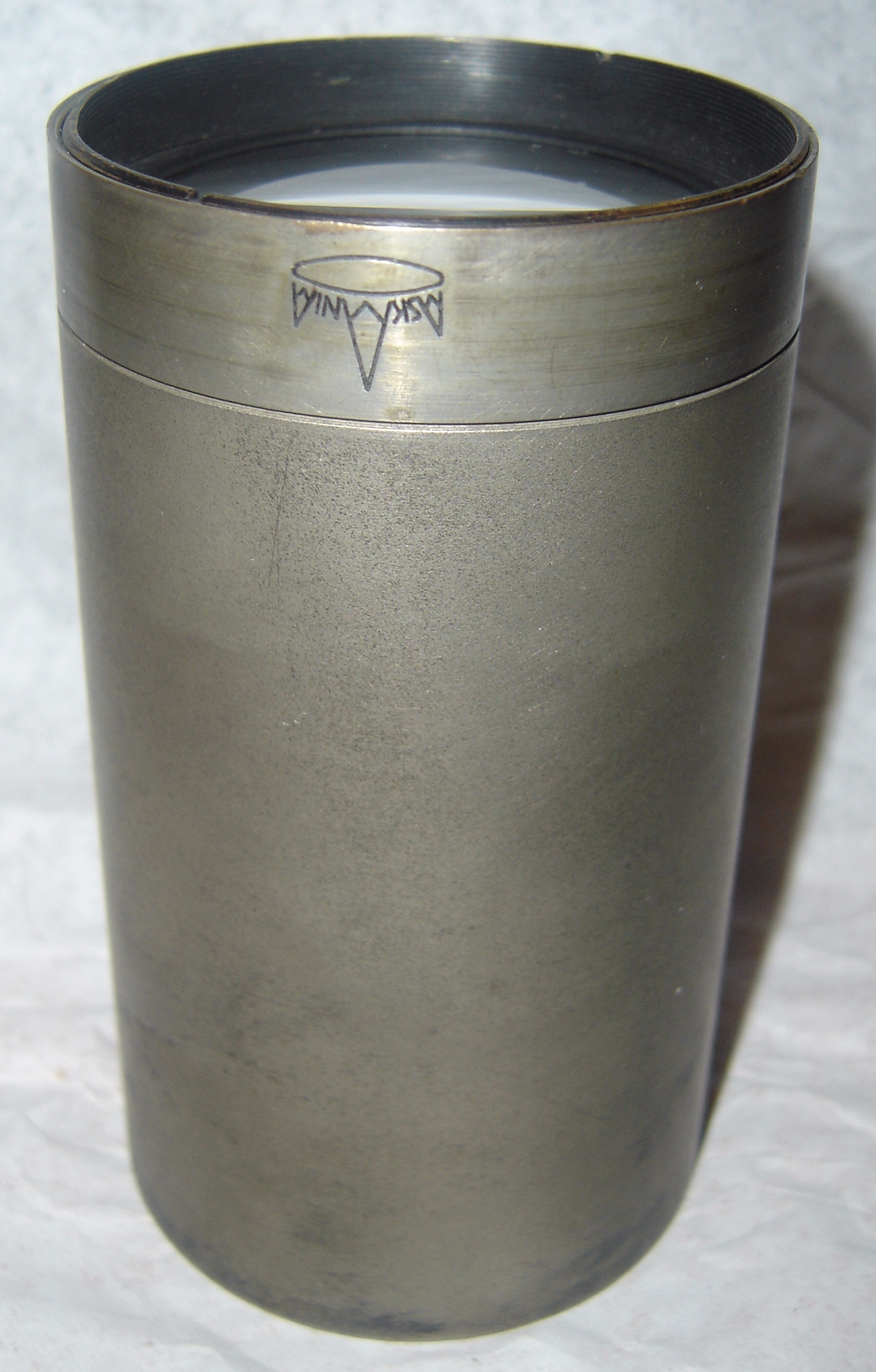
Lent d'imatge Diastar d'un projector de pel·lícula Askania 35mm (longitud focal: 400 mm)

Un objectiu de projecció amb múltiples elements òptics dirigeix la imatge de la pel·lícula cap a una pantalla de visualització. Les lents del projector difereixen entre l'obertura i la distància focal per a adaptar-se a diferents necessitats. S'utilitzen diferents lents per a relacions d'aspecte diferents.
Una forma d'establir les relacions d'aspecte és amb la placa d'obertura adequada, una peça de metall amb un forat rectangular tallat amb precisió al mig de la relació d'aspecte equivalent. La placa d'obertura es col·loca just darrere de la porta i amaga qualsevol llum de copsar la imatge fora de la zona destinada a mostrar-se. Totes les pel·lícules, fins i tot les de la proporció estàndard de l'Acadèmia, tenen una imatge addicional sobre el fotograma per tal de ser emmascarada en la projecció.
L'ús d'una placa d'obertura per a aconseguir una proporció d'aspecte més àmplia és un malbaratament de pel·lícula, ja que una part del marc estàndard no s'utilitza. Una de les solucions que es presenta en determinades relacions d'aspecte és el desplegable "2-perf", on la pel·lícula avança menys d'un fotograma complet per tal de reduir l'àrea no exposada entre fotogrames. Aquest mètode requereix un mecanisme intermitent especial en tots els equips de manipulació de pel·lícules durant tot el procés de producció, des de la càmera fins al projector. Això és costós i prohibitiu per a alguns cinemes. El format anamòrfic utilitza òptiques especials per traçar una imatge d'alta relació d'aspecte en un marc estàndard de l'Acadèmia, eliminant així la necessitat de canviar les costoses parts mòbils de precisió dels mecanismes intermitents. Per a comprimir la imatge s'utilitza una lent anamòrfica especial i una lent corresponent al projector per ampliar la imatge a la proporció d'aspecte prevista.

#### Pantalla de visualització
Es tracta, en la majoria dels casos, d'una superfície reflectant que pot ser aluminitzada (per contrast alt en llum d'ambient moderada) o bé una superfície blanca amb petites gotes de vidre (per obtenir una brillantor alta en condicions fosques). Es pot canviar una pantalla de projecció entre opaca i clara mitjançant un voltatge segur de menys de 36V CA i es pot visualitzar per les dues bandes. En un cinema comercial, la pantalla també conté milions de forats molt petits i espaiats per tal de permetre el pas del so dels altaveus i del subwoofer que sovint es troben directament al darrere.

### Elements de transport de la pel·lícula

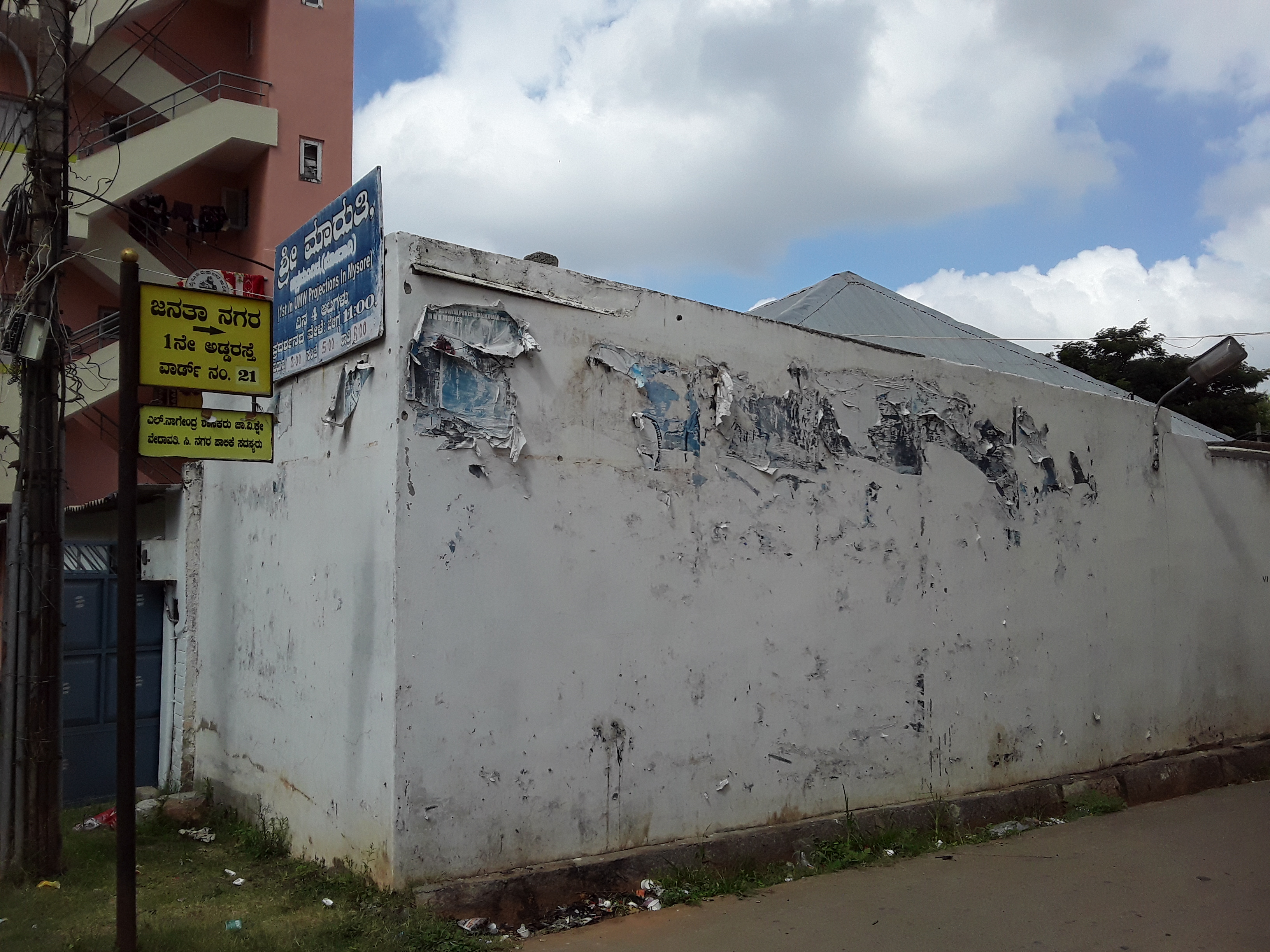
Projector UMW basat en oldtime Mysore

#### Subministrament de pel·lícula i demanda

##### Sistema de doble bobina
En el sistema de dos bobines, el projector té dos bobines: una és la bobina d'alimentació, que conté la part de la pel·lícula que no s'ha mostrat, l'altra és el bobina de presa, que enrolla la pel·lícula que s'ha mostrat. La bobina d'alimentació té un lleuger arrossegament per mantenir la tensió sobre la pel·lícula, mentre que la bobina de presa s'acciona constantment amb un mecanisme que té “lliscament” mecànic per permetre que la pel·lícula es pugui enrotllar sota tensió constant i que la pel·lícula sigui ferida de manera suau.
La pel·lícula que s'enganxa a la bobina de presa s'està enrotllant de manera que l'inici (o “cap”) de la bobina és al centre, on és inaccessible. Quan cada bobina es treu del projector, s'ha de tornar a enganxar a una altra buida. En un cinema hi ha sovint una màquina separada per rebobinar bobines. En els projectors de 16mm que s'utilitzaven sovint a les escoles i esglésies, el projector es podia reconfigurar per a rebobinar pel·lícules.
La mida de les bobines pot variar en funció dels projectors, però generalment les pel·lícules es divideixen i es distribueixen en bobines de fins a 610 metres, uns 22 minuts a 24 fotogrames/seg. Alguns projectors poden, fins i tot, emmagatzemar fins a 1600 metres, cosa que minimitza el nombre de canvis en la projecció. Alguns països també divideixen les bobines dels seus films de manera diferent. Les pel·lícules russes, per exemple, solen venir en bobines de 300m, tot i que és probable que la majoria dels projectistes que treballin amb canvi ho combinin amb bobines més llargues d'almenys 610 metres, per minimitzar els canvis i també donar temps suficient a la rosca i qualsevol possible temps de resolució de problemes.
Les pel·lícules s'identifiquen com a "subjectes curts", quan prenen una bobina o menys de pel·lícula; "dos-bobines", quan requereixen dos bobines de pel·lícula (com alguns dels primers Laurel & Hardy, 3 Stooges i altres comèdies), i films (o "features", pel·lícules de llargada considerable), quan poden portar qualsevol bobina (tot i que la majoria es limiten a una hora i mitja o dues hores de durada, cosa que permet al cinema tenir múltiples espectacles durant tot el dia i la nit, cadascun d'ells mostrant una funció, anuncis i intermissió per permetre al públic canviar). En els "vells temps" (és a dir, cap a 1930-1960), "anar al cinema" significava veure un tema breu (un telenotícies, un documental curt, un "dos-bobines", etc.), un dibuic animat i el film. Alguns cinemes tenien anuncis basats en pel·lícules per als negocis locals, i l'estat de Nova Jersey requeria mostrar un esquema del cinema amb totes les sortides.

##### Canvi
Com que una bobina de pel·lícula no conté prou pel·lícula per mostrar tot un film, la pel·lícula es distribueix en diverses bobines. Per evitar haver d'interrompre l'espectacle quan s'acaba una bobina i es munta el següent, s'utilitzen dos projectors en el que es coneix com a "sistema de canvi", després del mecanisme de canvi que funciona entre el final d'una bobina al primer projector i l'inici de la següent bobina al segon projector. El sistema de dos bobines es va utilitzar gairebé de manera universal per a sales de cinema abans de l'arribada del sistema monocilílic per tal de poder mostrar pel·lícules de llargmetratge. Tot i que els sistemes de reproducció llarga d'una sola bobina acostumen a ser més populars entre els nous multiplexos, el sistema de dos bobines segueix sent molt útil fins avui.
L'operador del projector opera dos projectors, iniciant la primera bobina de l'espectacle al projector "A." Mentre es mostra aquesta bobina, el projector fila la segona bobina al projector "B." 
Quan la bobina que es mostra s'aproxima al seu final, el projectista busca marques a l'angle superior dret de la imatge. Normalment es tracta de punts o cercles, tot i que també poden ser barres. Algunes pel·lícules més antigues utilitzaven ocasionalment quadrats o triangles i, de vegades, posicionaven les indicacions al mig de la vora dreta del quadre.
El primer indicador apareix a 3'7 metres abans de finalitzar el programa a la bobina, l'equivalent a vuit segons a 24 f/s. Aquesta pista indica al projeccionista perquè arrenqui el motor del projector que conté la següent. Al cap d'altres 3'2 metres de pel·lícula mostrada (set segons a 24 f/s) hauria d'aparèixer el senyal de canvi, cosa que fa que el projectista realitzi el canvi. Quan apareix aquesta segona pista, el projectista té 460 mm, o un segon a 24 f/s, per a fer el canvi. Si no es produeix en un segon, es projectarà a la pantalla el final de la cua de la bobina.
3'6 metres abans del primer fotograma "d'acció" de la pel·lícula, hi ha un fotograma "INICI". El projeccionista situa l'"INICI" a la porta del projector. Quan es veu la primera part de pel·lícula, es posa en marxa el motor del primer projector. Set segons després, el final de l'"INICI" i el començament de l'acció de la nova bobina hauria d'arribar a la porta del projector quan es veu la pista de canvi.
En alguns projectors, s'avisava a l'operador en el moment de fer el canvi a través d'una campana que sonava quan la rotació de la bobina excedia una determinada velocitat (la bobina d'alimentació gira més ràpidament a mesura que s'esgota la pel·lícula), o en funció del diàmetre de la resta de pel·lícula, tot i que molts projectors no disposen d'un sistema auditiu d'aquest tipus.
Durant l'operació inicial de canvi, els dos projectors utilitzen un control elèctric interconnectat connectat al botó de canvi, de manera que, un cop premut el botó, es tanca el doser de canvi del projector de sortida a la vegada que el doser de canvi del projector d'entrada. Si es fa correctament, el canvi hauria de ser pràcticament inadvertit per part de l'audiència. En els cinemes més antics, hi havia fundes corredisses que funcionaven manualment davant de les finestres de la cabina de projecció. Un canvi en aquest sistema sovint normalment es veu com un "esborrat" en pantalla.
Un cop realitzat el canvi, el projeccionista descarrega la bobina d'entrada completa del projector "A", trasllada la bobina ara buida (que solia mantenir la pel·lícula recent descarregada) del cargol d'alimentació al cargol d'adopció i carrega la bobina núm. 3 de la pel·lícula al projector "A." Quan finalitzi la bobina 2 del projector "B", el canvi canvia el programa en directe del projector "B" al projector "A", etc. per a la resta de l'espectacle.
Quan el projeccionista treu una bobina acabada del projector, es retiren les últimes parts de la pel·lícula que s'han de tornar a fabricar abans del proper espectacle. El projeccionista sol utilitzar una màquina de rebobinatge separada i una bobina buida de recanvi, i rebobina la pel·lícula de manera que quedi "sense cap", amb la part d' "INICI" fora, llesta per projectar de nou per al proper espectacle.
Un avantatge d'aquest sistema (almenys per a la direcció del cinema) és que si un film es projectava amb alguns minuts de retard per qualsevol motiu, el projeccionista podia ometre una (o més) bobines de pel·lícula per a recuperar el temps.

##### Sistema d'una sola bobina

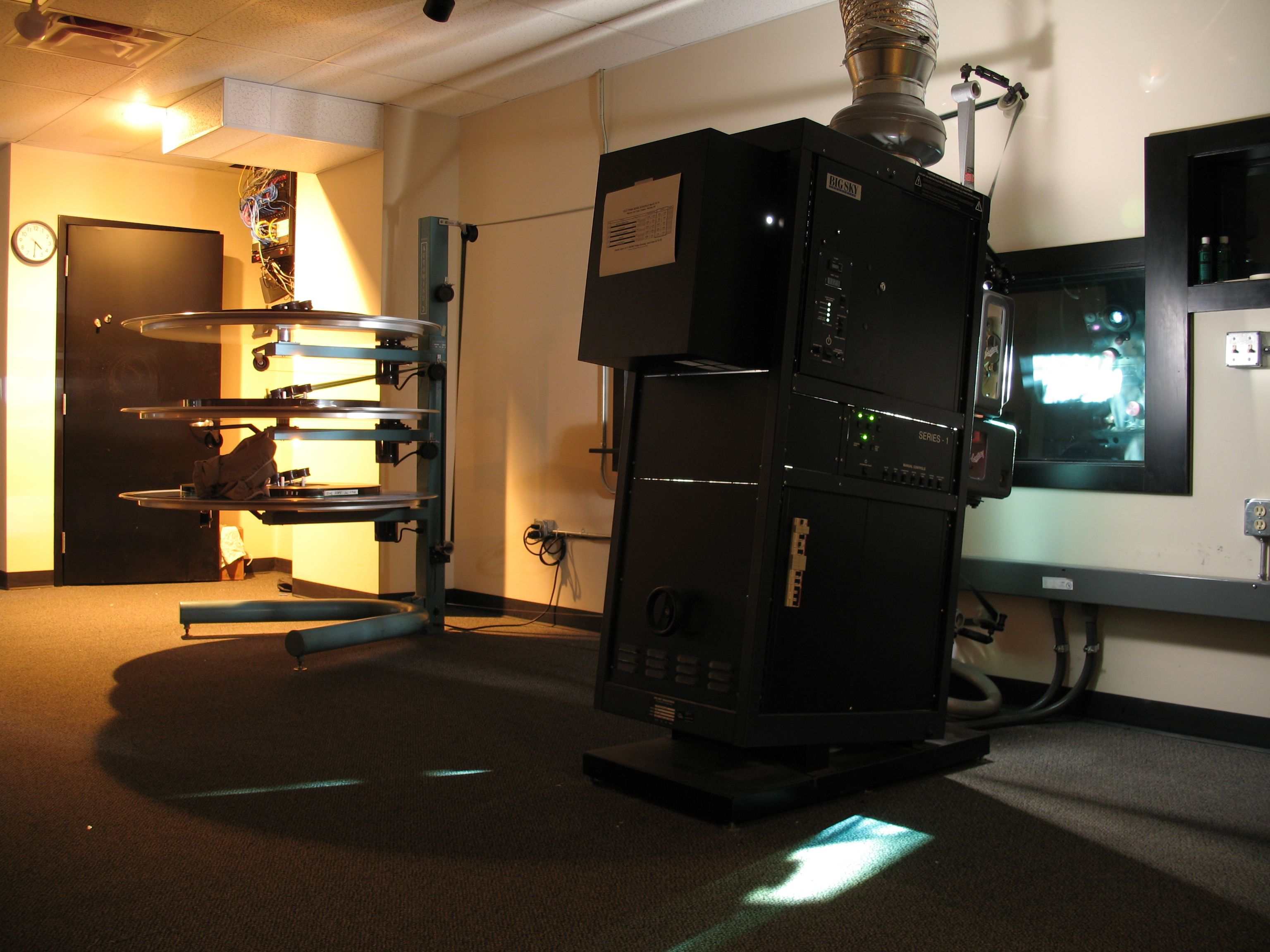
Plato Christie AW3, consola BIG SKY Industries i projector Century SA.

Actualment, hi ha dos sistemes d'una sola bobina usats majoritàriament (també coneguts com a sistemes de joc llarg): el sistema de torre (alimentació i presa vertical) i el sistema de plaques (no rebobinat; alimentació i presa horitzontal).
El sistema de la torre s'assembla bastant al sistema de dos bobines, excepte en que la torre, en general, és un equipament separat utilitzat amb un projector estàndard lleugerament modificat. Les bobines d'alimentació i presa es mantenen verticalment en l'eix, excepte darrere del projector, en bobines sobredimensionades de 3.658 m de capacitat o aproximadament 133 minuts a 24 f/s. Aquesta gran capacitat alleuja la necessitat d'un canvi en una pel·lícula de longitud mitjana; totes les bobines es reparteixen en un de gegant. La torre està dissenyada amb quatre bobines, dues a cada costat, cadascuna amb el seu propi motor. D'aquesta manera, es pot rebobinar tot el bobinatge després de mostrar-lo; les dues bobines addicionals que hi ha a l'altra banda permeten que es mostri una pel·lícula mentre una altra es rebobina o, fins i tot, es compon directament a la torre. Cada bobina requereix un motor propi per tal d'establir un tensat adequat per a la pel·lícula, ja que ha de viatjar (relativament) molt més lluny entre el transport del projector i les bobines. A mesura que cada bobina guanya o perd la pel·lícula, la tensió s'ha de revisar i ajustar periòdicament de manera que la pel·lícula es pugui transportar dins i fora de les bobines sense que s'enfonsi ni s'enganxi.
En un sistema de plats, les bobines de pel·lícula de 20 minuts també es fiquen juntes com una gran bobina, però la pel·lícula s'enrotlla sobre una taula giratòria horitzontal anomenada plat. Tres o més plats s'apilen junts per crear un sistema de plats. La majoria de les plaques en un sistema de plats estaran ocupades per estampes de pel·lícula; qualsevol plat que estigui buit serveix de "bobina" per rebre la pel·lícula que es reprodueix des d'un altre plat.
La manera de passar la pel·lícula des del plat al projector no és diferent d'un cartutx d'àudio de vuit pistes. La pel·lícula es desenrotlla del centre del plat a través d'un mecanisme (anomenat "unitat de pagament") que controla la velocitat de rotació del plat, de manera que coincideixi amb la velocitat de la pel·lícula en ser passada al projector. La pel·lícula s'enrotlla a través d'una sèrie de rodets des de la pila de plats fins al projector, a través del projector, a través d'una altra sèrie de rodets de tornada a la pila de plats i, després, al platet que serveix com a rodet d'adquisició.
Aquest sistema permet projectar una pel·lícula diverses vegades sense necessitat de rebobinar. A mesura que el projeccionista va filant el projector per a cada mostra, la "unitat de pagament" es transfereix del plat a la planxa buida i la pel·lícula es reprodueix de nou al plat del qual provenia. En el cas d'una sessió doble, cada pel·lícula passa des d'un plat sencer fins a un plat buit, canviant posicions a la pila del plat durant tot el dia.

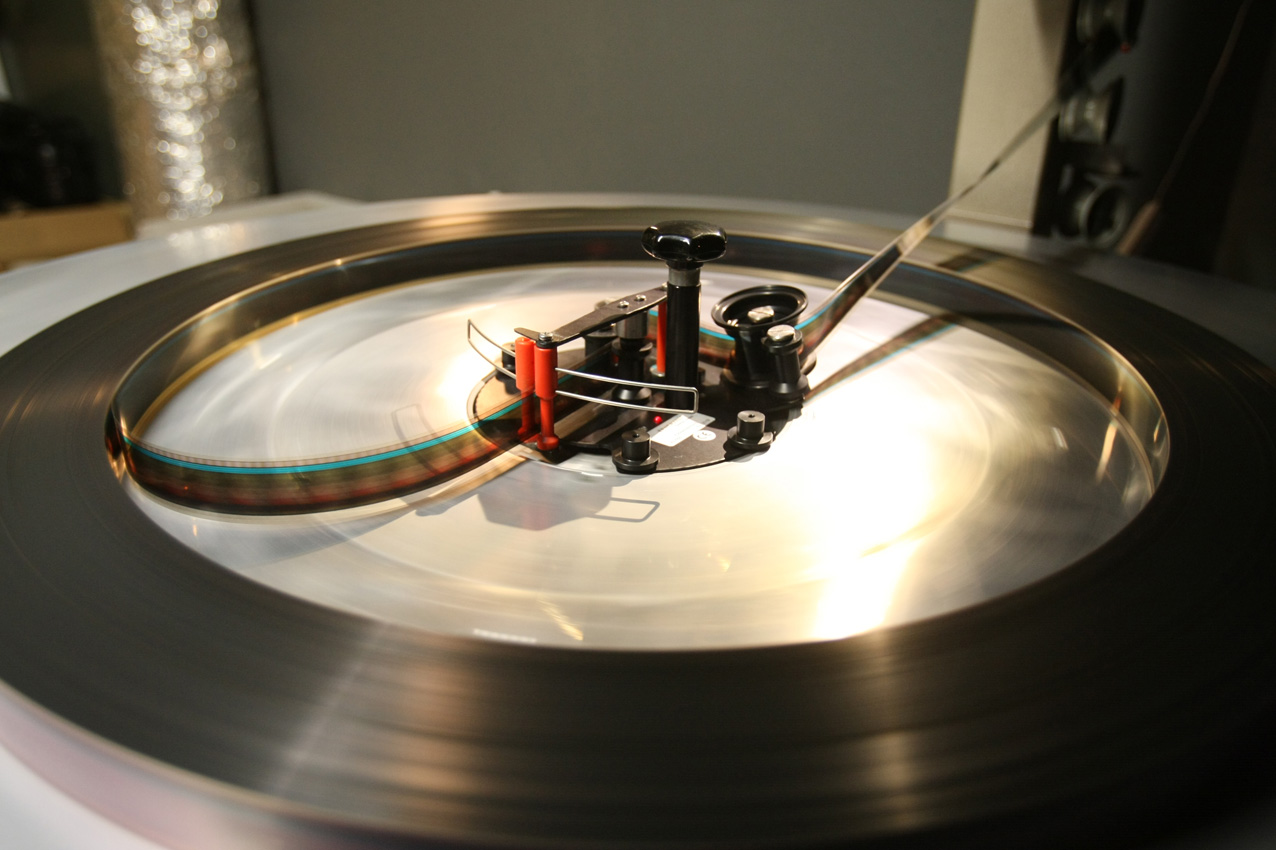
Royal - Malmö, Suècia.

L'avantatge d'un plat és que no s'ha de rebobinar la pel·lícula després de cada espectacle, cosa que pot estalviar mà d'obra. El rebobinat corre riscos de fregar la pel·lícula contra si mateixa, la qual cosa pot provocar rascades en la pel·lícula i un esquinçament de l'emulsió que porta les imatges. Els desavantatges del sistema de plats són que la pel·lícula pot adquirir rascades en diagonal si no es té una cura adequada mentre es fila la pel·lícula des del plat fins al projector, i la pel·lícula té més possibilitats de recollir pols i brutícia mentre grans parts de la pel·lícula estan exposades a la aire. Una cabina de projecció neta mantinguda a la humitat adequada és de gran importància, com també ho són els dispositius de neteja que poden eliminar la brutícia de la impressió de pel·lícula a mesura que es reprodueix.

##### Automatització i popularització del múltiplex
El sistema d'una sola bobina pot permetre l'automatització completa de les operacions de la cabina de projecció, atès l'equip auxiliar adequat. Com que les pel·lícules encara es transporten en diverses bobines, s'han d'unir quan es col·loquen a la bobina del projector i es retiren quan es vol retornar la pel·lícula al distribuïdor. L'automatització completa de la projecció ha portat al cinema “ multiplex ” modern, un lloc únic que conté normalment de 8 a 24 cinemes amb només uns quants tècnics de projecció i so. El multiplex també ofereix una gran flexibilitat a l'encarregat del cinema, ja que permet que els cinemes projectin la mateixa producció popular a més d'un auditori amb horaris inicials. També és possible, amb l'equip adequat instal·lat, "entrellaçar", és a dir, filar una sola pel·lícula a través de diversos projectors. Això és molt útil quan una pel·lícula extremadament popular genera una multitud de masses en els primers dies de la seva exhibició, ja que permet que una sola pel·lícula serveixi a més clients.

#### Pinyes d'alimentació i extracció
Les pinyes d'alimentació i extracció són rodes llises amb pins triangulars anomenades rodes dentades que s'enganxen en les perforacions perforades en una o ambdues vores del material film. Aquestes serveixen per establir el ritme del moviment del film a través del projector i qualsevol sistema de reproducció de so associat.

#### Bucle de pel·lícula
Igual que amb les càmeres de cinema, el moviment intermitent de la porta requereix que hi hagi bucles per sobre i per sota seu per tal de servir d'amortidor entre la velocitat constant aplicada per les rodes superiors i inferiors, i el moviment intermitent aplicat a la porta. Alguns projectors també tenen un passador sensible per sobre de la porta pera evitar que el llaç superior es faci massa gran. Si el llaç toca el passador, tancarà el doser i aturarà el motor per evitar que un bucle excessivament gran bloqueixi el projector.

#### Placa de pressió de la porta de la pel·lícula
Una placa de pressió carregada en motlla es fa servir per a alinear la pel·lícula en un pla de la imatge constant, que sigui tant pla com perpendicular a l'eix òptic. També proporciona suficient arrossegament per evitar el moviment de la pel·lícula durant la projecció del fotograma, alhora que permet el moviment lliure sota control del mecanisme intermitent. La placa també disposa de corredors carregats en motlla per a ajudar a aguantar el film mentre està al seu lloc i a avançar-lo mentre es mou.

#### Mecanisme intermitent
El mecanisme intermitent es pot construir de diferents maneres. Per a projectors de calibre més petit (8 mm i 16 mm), un mecanisme de trinquet enganxa el forat dentat de la pel·lícula a un costat o als dos costats. Aquest trinquet només avança quan la pel·lícula s'ha de traslladar al fotograma següent. A mesura que el trinquet es retira per a fer el següent cicle, aquest es recupera i no enganxa la pel·lícula. Això és similar al mecanisme de les urpes en una càmera de cinema.
En els projectors de 35 i 70 mm normalment hi ha una roda especial just a sota de la placa de pressió, coneguda com a roda intermitent. A diferència de la resta de rodes dentades del projector, que funcionen contínuament, la roda intermitent funciona juntament amb l'obturador i només es mou mentre l'obturador està bloquejant la làmpada, de manera que no es pot veure el moviment de la pel·lícula. Es mou a una quantitat de temps igual al nombre de perforacions que formen un fotograma (4 per 35 mm, 5 per 70 mm). El moviment intermitent d'aquests projectors sol ser donat per un disc de Ginebra, també conegut com a mecanisme de la Creu de Malta.
Els projectors IMAX utilitzen el que es coneix com a mètode de llaç rodant, en que cada fotograma és xuclat a la porta per un buit, i posicionat per pins de registre a les perforacions corresponents al determinat fotograma.

## Tipus
Els projectors es classifiquen segons la mida de la pel·lícula utilitzada, és a dir, el format de la pel·lícula. Mides de pel·lícules típiques:

### 8 mm
Utilitzat durant molt temps per a pel·lícules domèstiques abans de la càmera de vídeo, aquesta utilitza rodes dentades de pel·lícula de 16 mm, que es corre per la càmera, exposant un costat, després retirant-la de la càmera, els rodets d'enganxament i alimentació es canvien i la pel·lícula es passa per segona vegada, exposant l'altra cara. La pel·lícula de 16 mm es divideix longitudinalment en dos peces de 8 mm que es repleguen per fer una sola pel·lícula projectable amb forats en un costat.

### Súper 8
Desenvolupada per Kodak, aquesta pel·lícula utilitza forats dentats molt petits propers a la vora que permet utilitzar més pel·lícula per a les imatges; la qual cosa augmenta la qualitat de la imatge. El film no exposat es subministra a l'amplada de 8 mm, però no dividit durant el procés com l'altra pel·lícula de 8 mm. Es podien afegir ratlles magnètiques per afegir so codificat que es podia afegir després del desenvolupament del film. La pel·lícula també es podia pre-ratllar per a l'enregistrament de so directe en càmeres adequades per a la seva projecció posterior.

### 9,5 mm
Format de pel·lícula introduït per Pathé Frères el 1922 com a part del sistema de cinema amateur Pathé Baby. Es va concebre inicialment com un format barat per proporcionar còpies de pel·lícules realitzades comercialment als usuaris domèstics. El format utilitza una única perforació central (forat dentat) entre cada parell de fotogrames, en contraposició a la pel·lícula de 8 mm que presenta perforacions per un cantó i la majoria de formats de pel·lícula que presenten perforacions a cada costat del fotograma. Es va fer molt popular a Europa durant les següents dècades i, en l'actualitat, continua sent utilitzat per un reduït nombre d'entusiastes. Es van produir i vendre més de 300.000 projectors principalment a França i Anglaterra, i molts films comercials estaven disponibles en aquest format. Als anys 60 s'estaven produint els darrers projectors d'aquest format. El calibre continua viu encara avui. Els projectors de 16 mm es poden convertir a 9,5 mm; i encara és possible comprar pel·lícula (de la companyia francesa Color City).

### 16 mm
Aquest era un format popular per a ús audiovisual a les escoles i com a sistema d'entreteniment a la llar d'alta gamma abans de l'arribada de la televisió. En els telenotícies de televisió, s'utilitzava pel·lícula de 16 mm abans de l'aparició de les notícies electròniques. El contingut domèstic més popular eren uns curts còmics (normalment de menys de 20 minuts de durada en el llançament original) i paquets de dibuixos animats abans vistos a les sales de cinema. Actualment, la pel·lícula de 16 mm és àmpliament utilitzada com a format per a curtmetratges, funcions independents i vídeos musicals, sent una alternativa relativament econòmica als 35 mm. La pel·lícula de 16 mm era un format popular utilitzat per a la producció de programes de televisió fins a l'era de la televisió d'alta definició (HDTV).

### 35 mm
Els 35 mm són la mida cinematogràfica més comuna per a produccions durant el segle xx. De fet, la càmera de 35 mm desenvolupada per Leica, ben comuna, va ser dissenyada per utilitzar aquesta pel·lícula i, originalment, va ser destinada a la realització de fotografies de prova per a directors de cinema i cinematògrafs.
La pel·lícula de 35 mm normalment es corre verticalment a través de la càmera i el projector. A mitjans dels anys cinquanta, el sistema VistaVision presentava pel·lícules a pantalla gran en les quals la pel·lícula es movia horitzontalment, permetent que s'utilitzés molta més pel·lícula per a la imatge, ja que s'evitava la reducció anamòrfica de la imatge per a que s'ajustés a l'amplada del fotograma. Ja que això requeria projectors específics, aquest sistema va resultar infructuós en gran manera com a mètode de presentació; però si que va resultar atractiu com a filmació, intermedi i font per a la impressió de producció i com a pas intermedi en els efectes especials per a evitar la granularitat de la pel·lícula, tot i que aquest últim ara és substituït per mètodes digitals.

### 75 mm
Les produccions de pel·lícules de gamma alta es produïen sovint en aquest format als anys cinquanta i seixanta, i molts cinemes de pantalla molt gran encara són capaços de projectar-lo al segle XXI. Sovint es coneix com a 65/70, ja que la càmera utilitza pel·lícula de 65 mm, però les impressions de projecció són de 70 mm. Els cinc mil·límetres addicionals de pel·lícula acollien la banda sonora, normalment una franja magnètica de sis pistes. La instal·lació més habitual del cinema utilitzava projectors de 35/70 mm de doble calibre.
La pel·lícula de 70 mm també s'utilitza tant en el sistema pla i abovedat de projecció IMAX. A IMAX, la pel·lícula es transporta horitzontalment a la porta de la pel·lícula, similar al VistaVision. Algunes produccions previstes per l'alliberació anamòrfica de 35 mm també es van llançar usant pel·lícula de 70 mm. Un estampat de 70 mm realitzat a partir d'un negatiu de 35 mm és molt millor en aparença que un procés total de 35 mm, i permet un llançament amb àudio magnètic de 6 pistes.
L'arribada de les impressions de 35 mm amb bandes sonores digitals als anys 90 van substituir en gran manera la generalització dels 70 mm més cars.

## So
Independentment del format de so, qualsevol so representat a la imatge cinematogràfica no serà el so per al fotograma que ocupa. A la porta del cap del projector no hi ha espai per al lector i la pel·lícula no viatja de forma suau a la posició de la porta. En conseqüència, tots els formats de so òptics s'han de compensar amb la imatge perquè el lector de so se situa generalment a sobre (per a lectors magnètics i a la majoria de lectors òptics digitals) o a sota (per a lectors òptics analògics i unes quantes òptiques digitals) del capçal del projector.
Vegeu l'article de pel·lícula de 35 mm per obtenir més informació sobre mètodes digitals i analògics.

### So òptic analògic
El so òptic consisteix en l'enregistrament i la lectura de l'amplitud basada en la quantitat de llum que es projecta a través de la zona de banda sonora sobre una pel·lícula mitjançant una llum o làser il·luminador i una fotocèl·lula o fotodiode. A mesura que la fotocèl·lula recull la llum en diferents intensitats, l'electricitat produïda és intensificada per un amplificador, que al seu torn alimenta un altaveu, on els impulsos elèctrics es converteixen en vibracions d'aire i, per tant, en ones sonores. En el 16 mm, aquesta banda sonora òptica és una única pista mono ubicada a la part dreta de la imatge projectada i la capçalera del so es troba a 26 fotogrames després de la porta. En el 35 mm, pot ser mono o estèreo, i se situa a la part esquerra de la imatge projectada, amb la capçalera del so 21 fotogrames després de la porta.
La primera forma de so òptic estava representada per bandes horitzontals d'àrea clara (blanca) i sòlida (negra). L'espai entre els punts sòlids representava amplitud i era recollit per la cèl·lula fotoelèctrica a l'altra banda d'un feix de llum constant i prim que hi brillava. Aquesta forma de densitat variable del so es va acabar eliminant a causa de la seva incompatibilitat amb els colors. L'alternativa i, finalment, la successora de la densitat variable ha estat la pista d' àrea variable, en què una forma d'ona vertical clara i negre representa el so, i l'amplada de la forma d'ona equival a l'amplitud. L'àrea variable té una resposta de freqüència lleugerament inferior a la de la densitat variable a causa de l'absorció d'infrarojos de gra i variable de diverses pel·lícules, la densitat variable té una relació senyal-soroll menor.
L'estèreo òptic s'enregistra i es llegeix a través d'una pista d'àrea variable bilateral. La codificació de la matriu Dolby MP s'utilitza per afegir canals addicionals més enllà de la parella estèreo. Els canals esquerra, centre, dret i envoltants es codifiquen en matriu a les dues pistes òptiques i es descodifiquen mitjançant equips amb llicència.
Als anys setanta i principis dels vuitanta, les còpies de so òptic de Super-8 mm es van produir, principalment, per a pel·lícules aèries. Tot i que aquesta tecnologia aviat va quedar obsoleta pels equips de vídeo, la majoria de pel·lícules de petit calibre utilitzaven so magnètic en lloc de so òptic per a un rang de freqüència més alt.

### So magnètic
El so magnètic ja no s'utilitza en el cinema comercial, però entre 1952 i principis dels 90 (quan el so òptic de la pel·lícula digital el va fer obsolet) va proporcionar el so de més fidelitat de la pel·lícula gràcies al seu rang de freqüència més ampli i una relació de senyal-soroll superior respecte al so òptic. Hi ha dues formes de so magnètic en la projecció: doble cap i ratlles.
La primera forma de so magnètic va ser el sistema de doble capçal, en el qual el projector de pel·lícules estava entrellaçat amb un dubber que tocava un rodet de 35 mm de capa completa, o pel·lícula recoberta completament amb òxid de ferro magnètic. Es va introduir el 1952 amb Cinerama, amb sis pistes de so estereofòniques. Els llançaments estereofònics al llarg del 1953 també van utilitzar una capa completa entrellaçada per al so estereofònic de tres canals.
En l'entrellaç, ja que el so es troba en una bobina separada, no cal que es compensi amb la imatge. Avui en dia, aquest sistema s'utilitza normalment només per a produccions d'estudiants de baix pressupost o d'estudiants, o per a la projecció de retalls de pel·lícules aproximades abans de la creació d'una impressió matrimonial final. La sincronització entre les dues bobines es comprova amb el líder SMPTE, també conegut com a líder enrere. Si les dos bobines estan sincronitzades, hauria d'haver un fotograma de so "beep" exactament al fotograma "2" del compte enrere - 2 segons o 48 fotogrames abans de començar la pel·lícula.
La pel·lícula magnètica ratllada és una pel·lícula cinematogràfica en la qual es col·loquen "ratlles" d'òxid magnètic entre els forats dentats i la vora de la pel·lícula, i de vegades també entre els orificis dentats i la imatge. Cadascuna d'aquestes ratlles té un canal d'àudio gravat al damunt. Aquesta tècnica va ser introduïda per primera vegada al setembre de 1953 per Hazard E. Reeves per a Cinemascope. Hi ha quatre pistes presents a la pel·lícula: Left, Center, Right i Surround. Aquest format de so magnètic de quatre pistes de 35 mm es va utilitzar des de 1954 fins a 1982 per a projeccions "roadshow" de llargmetratges de gran pressupost.
La pel·lícula de 70 mm, que no tenia so òptic, utilitzava els 5 mil·límetres guanyats entre els 65 mm negatius i el llançament final per a col·locar tres pistes magnètiques fora de les perforacions a cada costat de la pel·lícula, per a un total de sis pistes. Fins a la introducció del so digital, era força habitual per a les pel·lícules de 35 mm que s'exportessin sovint a 70 mm, només per aprofitar el major nombre de pistes de so i la fidelitat de l'àudio.
Tot i que l'àudio magnètic era d'excel·lent qualitat, també presentava importants desavantatges. Les impressions de so magnètic eren cares; les impressions magnètiques de 35 mm costaven aproximadament el doble que les de so òptiques, mentre que les de 70 mm podrien costar fins a 15 vegades més que les de 35 mm. A més, la capa d'òxid es desgastava més ràpidament que la pel·lícula mateixa, i les pistes magnètiques eren propenses a danys i esborraments accidentals. A causa de l'elevat cost de la instal·lació d'equips de reproducció de so magnètic, només una minoria de sales de cinema ho va instal·lar i els audiòfons magnètics necessitaven un manteniment considerable per mantenirse al nivell estàndard. Com a conseqüència, l'ús del format de so magnètic Cinemascope de 35 mm de quatre pistes va disminuir significativament durant els anys seixanta i va rebre una dura competència pel format de codificació òptica Dolby SVA. Tot i això, la pel·lícula de 70 mm es va continuar utilitzant per a prestigioses projeccions "roadshow" fins que la introducció del so digital en pel·lícules de 35 mm a principis dels anys 90 va eliminar una de les principals justificacions per utilitzar aquest costós format.
En determinades pel·lícules de Super 8 i 16 mm es va afegir una tira de gravació de so d'òxid de ferro per a l'enregistrament de so sincrònic directe, que després podia ser reproduït per projectors amb un cap de so magnètic. Des de llavors, Kodak ho va suprimir en els dos calibres.

### So digital
Els sistemes cinematogràfics moderns utilitzen representacions òptiques de so multicanal codificat digitalment. Un avantatge dels sistemes digitals és que la compensació entre els capçals de so i d'imatge es pot variar i després configurar amb els processadors digitals. Els caps de so digitals solen estar per sobre de la porta. Tots els sistemes de so digitals que s'utilitzen actualment tenen la capacitat de retrocedir de forma instantània al sistema de so òptic analògic en cas que les dades digitals siguin corruptes o que tot el sistema falli.

### So digital de cinema (CDS)
Creat per Kodak i ORC (Optical Radiation Corporation), el so de cinema digital (Cinema Digital Sound) va ser el primer intent d'aportar so digital multicanal als cinemes de primera. El CDS estava disponible en ambdós pel·lícules de 35 mm i 70 mm. Les impressions de pel·lícules equipades amb CDS no tenien les bandes sonores òptiques o magnètiques analògiques convencionals per servir de còpia de seguretat en cas que el so digital fos il·legible. Un altre desavantatge de no tenir una pista de còpia de seguretat analògica és que els CDS necessitaven impressions de pel·lícules addicionals per als cinemes equipats per reproduir CDS. Els tres formats que van seguir, Dolby Digital, DTS i SDDS, poden coexistir entre ells i la banda sonora òptica analògica en una sola versió de la pel·lícula. Això vol dir que es pot reproduir una pel·lícula que tingui aquests tres formats (i el format òptic analògic, normalment Dolby SR) en el format que el cinema estigui equipat. El CDS no va aconseguir un ús generalitzat i, finalment, va fracassar. Es va estrenar amb la pel·lícula Dick Tracy i es va utilitzar amb diverses altres pel·lícules, com Days of Thunder i Terminator 2: Judgment Day.

### So digital dinàmic de Sony (SDDS)
El SDDS (Sony Dynamic Digital Sound) es troba a l'exterior de la pel·lícula de 35 mm, entre les perforacions i les vores, a les dues vores de la pel·lícula. Va ser el primer sistema digital que va poder gestionar fins a vuit canals de so. Les dues pistes addicionals són per a un parell de canals de pantalla addicionals (el centre esquerre i dret centre) situats entre els 3 canals de pantalla regulars (esquerra, centre i dret). Un parell de CCD ubicats en una unitat a sobre del projector llegeixen les dues pistes SDDS. La informació es descodifica i descomprimeix abans de passar-la al processador de so del cinema. De manera predeterminada, les unitats SDDS utilitzen un processador de so Sony Cinema a bord i, quan el sistema està configurat d'aquesta manera, es pot igualar tot el sistema de so del teatre en el domini digital. Les dades d'àudio d'una pista SDDS es comprimeixen en l'esquema de compressió ATRAC2 de 20 bits a una proporció d'aproximadament 4,5: 1. El SDDS es va estrenar amb la pel·lícula Last Action Hero, i va ser el que menys èxit comercial va tenir entre els tres sistemes de so digital de competència per a pel·lícules de 35 mm. Sony va acabar amb la venda de processadors SDDS el 2001-2002.

### Dolby Digital
Les dades de Dolby Digital s'imprimeixen als espais entre les perforacions del costat de la banda sonora de la pel·lícula, 26 fotogrames abans de la imatge. Les impressions de llançament amb Dolby Digital sempre inclouen una banda sonora Dolby Stereo analògica amb reducció de soroll Dolby SR, per la qual cosa es coneixen com a impressions Dolby SR-D. Dolby Digital produeix 6 canals discrets. En una variant anomenada SR-D EX, els canals envolvents esquerre i dret es poden dematrixar a l'envoltament esquerre, dret i posterior, utilitzant un sistema de matriu similar al Dolby Pro Logic. Les dades d'àudio d'una pista Dolby Digital es comprimeixen en l'esquema de compressió AC-3 de 16 bits a una proporció d'aproximadament 12: 1. Les imatges entre cada perforació són llegides per un CCD situat a sobre del projector o al capçal de so analògic regular per sota de la porta de la pel·lícula, un retard digital dins del processador que permet assolir una sincronització de llavis correcta independentment de la posició del lector en relació amb la porta de la imatge. La informació es descodifica, es descomprimeix i es converteix en analògica; això pot passar en un processador Dolby Digital separat que alimenta senyals al processador de so del cinema o bé es pot integrar una descodificació digital al processador de cinema. Un desavantatge d'aquest sistema és si la impressió digital no es troba totalment dins l'espai que hi ha entre els orificis dentats; si la pista estigués una mica fora a la part superior o inferior, la banda sonora no es reproduiria i caldria ordenar una bobina de recanvi.
El 2006, Dolby va deixar de vendre el seu processador extern SR-D (el DA20), però va incloure la descodificació Dolby Digital en els seus processadors de cinema CP500 i posteriorment CP650.
Una versió de consum de Dolby Digital també s'utilitza en la majoria de DVD, sovint a taxes de dades més elevades que la pel·lícula original. La versió de bit per bit s'utilitza en discos Blu-ray i DVDs d'alta definició anomenats Dolby TrueHD. Dolby Digital es va estrenar oficialment amb la pel·lícula Batman Returns, però es va provar abans en algunes projeccions de Star Trek VI: The Undiscocover Country.

### Sistemes digitals de teatre (DTS)
DTS (Digital Theater Systems) realment emmagatzema la informació de so en CD-ROM separats subministrats amb la pel·lícula. Els CD s'incorporen a un ordinador especial i modificat que es sincronitza amb la pel·lícula mitjançant l'ús del codi de temps DTS, descomprimeix el so i el passa a un processador de cinema estàndard. El codi de temps se situa entre les pistes de so òptiques i la imatge, i es llegeix per un LED òptic davant de la porta. El codi de temps és, en realitat, l'únic sistema de so que no es compensa a la imatge, però encara s'ha de compensar físicament per davant de la porta per mantenir el moviment continu. Cada disc pot aguantar una mica més de 90 minuts de so, de manera que les pel·lícules més llargues requereixen un segon disc. Existeixen tres tipus de so DTS: DTS-ES (Extended Surround), un sistema digital de 8 canals; DTS-6, un sistema digital de 6 pistes i un sistema de 4 canals obsolet. DTS-ES obté un canal envoltant posterior dels canals envolvents esquerre i dret a través del Dolby Pro Logic. Les dades d'àudio d'una pista DTS es comprimeixen en l'esquema de compressió APTX-100 de 20 bits a una proporció de 4: 1.
Dels tres formats digitals que s'utilitzen actualment, el DTS és l'únic que s'ha utilitzat amb pel·lícules de 70 mm. El DTS es va estrenar a Jurassic Park. Datasat Digital Entertainment, comprador de la divisió de cinema de DTS al maig de 2008, distribueix Datasat Digital Sound a cinemes professionals de tot el món. En alguns DVD hi ha disponible una versió de consum de DTS i es va utilitzar per emetre TV estèreo abans de la TV. La versió per a bits de la banda sonora DTS es troba en discs Blu-ray i DVDs HD anomenats DTS-HD MA (DTS-HD Master Audio).

## Encapçalaments
L'encapçalament de l'Acadèmia es col·loca al capdavant de les pel·lícules de llançament que contenen informació per al projeccionista i presenten números que són negres en un fons clar, comptant d'11 a 3 a 16 intervals de fotogrames (16 fotogrames en la pel·lícula de 35 mm = 30 cm) A 3'6 metres hi ha un fotograma d'INICI.
L'encapçalament de SMPTE se situa al capdavant d'impressions de publicació o màsters de vídeo que contenen informació per a la tecnologia de reproducció de vídeo o de projecció. Els números es redueixen en segons de 8 a 2 a 24 intervals de fotogrames acabant al primer fotograma del "2" seguit de 47 fotogrames de negre.
Normalment hi ha un audio POP que es reprodueix 48 fotogrames (2 segons a 24 fotogrames per segon) abans del primer marc d'acció (FFOA) que ajuda a sincronitzar àudio i vídeo durant els processos d'impressió o postproducció.

## Tipus de lents i pantalles

### Esfèrica
La majoria de les lents cinematogràfiques són esfèriques. Les lents esfèriques no distorsionen la imatge intencionadament. Només és usat per a projeccions de pantalla ampla estàndard i retallada i, juntament amb un adaptador anamòrfic per a projeccions anamòrfiques de pantalla ampla, la lent esfèrica és el tipus de lent de projecció més comú i versàtil.

### Anamòrfica
El rodatge anamòrfic utilitza només lents especials i no requereix de cap altra modificació a la càmera, al projector i a l'engranatge intermedi. La imatge de pantalla ampla prevista es comprimeix òpticament, utilitzant elements cilíndrics addicionals dins de la lent de manera que quan la imatge comprimida topi amb la pel·lícula, coincideixi amb la mida estàndard de fotograma de la càmera. Al projector, una lent corresponent restableix l'ampliació d'aspecte que es pot veure a la pantalla. L'element anamòrfic pot ser un adjunt a les lents esfèriques existents.
Alguns formats anamòrfics utilitzaven una relació d'aspecte més quadrada (1,18: 1 vs. proporció Acadèmia 1,375: 1) al cinema per allotjar pistes més magnètiques i / o òptiques. S'han comercialitzat diverses implementacions anamòrfiques sota diverses marques, com CinemaScope, Panavision i Superscope, amb Technirama implementant una tècnica anamorfa lleugerament diferent mitjançant l'expansió vertical del film en lloc de compressió horitzontal. Els processos anamòrfics de gran format van incloure Ultra Panavision i MGM Camera 65 (que es va rebatejar Ultra Panavision 70 a principis dels anys 60). A vegades s'anomena "scope" a anamòrfic en el llenguatge de projecció cinematogràfica, presumiblement en referència a CinemaScope.

### Ull de peix amb cúpula
El mètode de projecció de cúpula IMAX (anomenat "OMNIMAX") utilitza pel·lícula de 70 mm que discorre lateralment pel projector per maximitzar l'àrea de la imatge i les lents d'angle gran per obtenir una imatge gairebé semiesfèrica. El camp de vista s'inclina, igual que l'hemisferi de projecció, de manera que es pot veure una part del sòl en primer pla. A causa de la gran àrea coberta per la imatge, no és tan brillant com es pot veure amb projecció de pantalla plana, però les qualitats immersives són força convincents. Tot i que no hi ha molts cinemes capaços de mostrar aquest format, hi ha produccions habituals en els camps de la natura, els viatges, la ciència i la història, i es poden veure produccions a la majoria de les grans ciutats urbanes. Aquests cinemes de cúpula es troben principalment en grans i pròspers museus de ciències i tecnologia.

### Pantalla ampla plana i profunda
El sistema de pantalla plana IMAX utilitza pel·lícules de gran format, una pantalla àmplia i profunda, i seients propers i força costeruts. L'efecte consisteix en omplir el camp visual en un grau més gran del que és possible amb sistemes convencionals de pantalla ampla. Igual que la cúpula IMAX, aquesta es troba a les grans zones urbanes, però a diferència del sistema de cúpules, és pràctic reformatar les estrenes de pel·lícules existents amb aquest mètode.

### Múltiples càmeres i projectors
Un gran desenvolupament de gran pantalla durant la dècada de 1950 va utilitzar projecció no anamòrfica, però va utilitzar projectors sincronitzats de costat a costat. S'anomenava Cinerama. Les imatges es projectaven a una pantalla corba extremadament àmplia. Es va dir que algunes costures eren visibles entre les imatges, però es va comepnsar pel farcit gairebé complet del camp visual. Això va mostrar cert èxit comercial com a exposició limitada (només a les grans ciutats) de la tecnologia a This is Cinerama, però l'única pel·lícula de narració històrica memorable feta per a aquesta tecnologia va ser How West Was Won, àmpliament vista només en el seu rellançament Cinemascope.
Tot i que no té un èxit comercial ni un èxit comercial, aquest model de negoci perviu ja que es va implementar en la producció documental, les ubicacions d'estrena limitada i les exposicions de llarga durada de pel·lícules de la cúpula IMAX.

## Tridimensional
Si voleu saber més sobre tècniques utilitzades per visualitzar imatges amb aspecte tridimensional, vegeu l'article de pel·lícula en 3-D per a una història de la pel·lícula i l'article d'estereoscòpia per obtenir informació tècnica.